# Zădăreni
Zădăreni is een Roemeense gemeente in het district Arad.
Zădăreni telt 2549 inwoners.